# Cloreto de potássio
Cloreto de potássio é um haleto metálico salino, de fórmula química KCl. É composto por potássio e cloro. É inodoro e tem uma aparência de cristal vítreo branco ou incolor. O sólido se dissolve prontamente em água e suas soluções têm um sabor salgado.
É amplamente utilizado na produção de fertilizantes, sendo a principal fonte de potássio na agricultura, correspondendo a cerca de 95% da utilização mundial. Também é utilizado como substituto do sal e como suplemento dietético, sendo conhecido como aditivo E 508.
O uso do cloreto de potássio é amplamente difundido no meio médico, como repositor desse eletrólito no organismo. É usado em infusão venosa a 10% (KCl a 10%), diluído em solução fisiológica (SF 0,9%) ou em solução glicosada (SG 5%). Pode também ser encontrado na forma de comprimidos (Slow-K) para o mesmo fim.

## Propriedades químicas
Em química e física, soluções de KCl são padrões comuns, por exemplo, para a calibração da condutividade elétrica de soluções (iônicas), uma vez que as soluções de KCl são estáveis, permitindo medições reprodutíveis. Em solução aquosa, é essencialmente totalmente ionizado em íons K+ and Cl– solvatados.
Cloreto de potássio pode reagir como uma fonte de íon cloreto. Como com qualquer outro cloreto iônico solúvel, precipitará sais cloretos insolúveis quando adicionado a uma solução de um íon metálico apropriado:
KCl(aq) + AgNO3(aq) → AgCl(s) + KNO3(aq)
Embora o potássio seja mais eletropositivo que o sódio, KCl pode ser reduzido ao metal pela reação com sódio metálico a 850 °C porque o potássio é removido por destilação (ver Princípio de Le Chatelier):
KCl(l) + Na(l) ⇌ NaCl(l) + K(g)
Este método é o principal método para a produção de potássio metálico. A eletrólise ( a eletrólise ígnea, usada para a produção do sódio) falha por causa da alta solubilidade do potássio em KCl fundido.

## Propriedades físicas
O cloreto de potássio possui um estrutura cristalina como muitos outros sais. Sua estrutura é cúbica de face centrada. Sua constante de retículo é aproximadamente 630 picômetros. Algumas outras propriedades são:
- Faixa de transmissão: 210 nm a 20 µm
- Transmitividade = 92% a 450 nm e eleva-se linearmente a 94% a 16 µm
- Índice refrativo = 1,456 a 10 µm
- Perda na reflexão = 6,8% a 10 µm (duas superfícies)
- dN/dT (coeficiente de expansão)= −33,2×10−6/°C
- dL/dT (gradiente de índice refrativo)= 40×10−6/°C
- Condutividade térmica = 0,036 W/(cm·K)

Como qualquer outro composto contendo potássio, KCl na forma pulverizada dá um resultado lilás no teste de chama.

## Produção

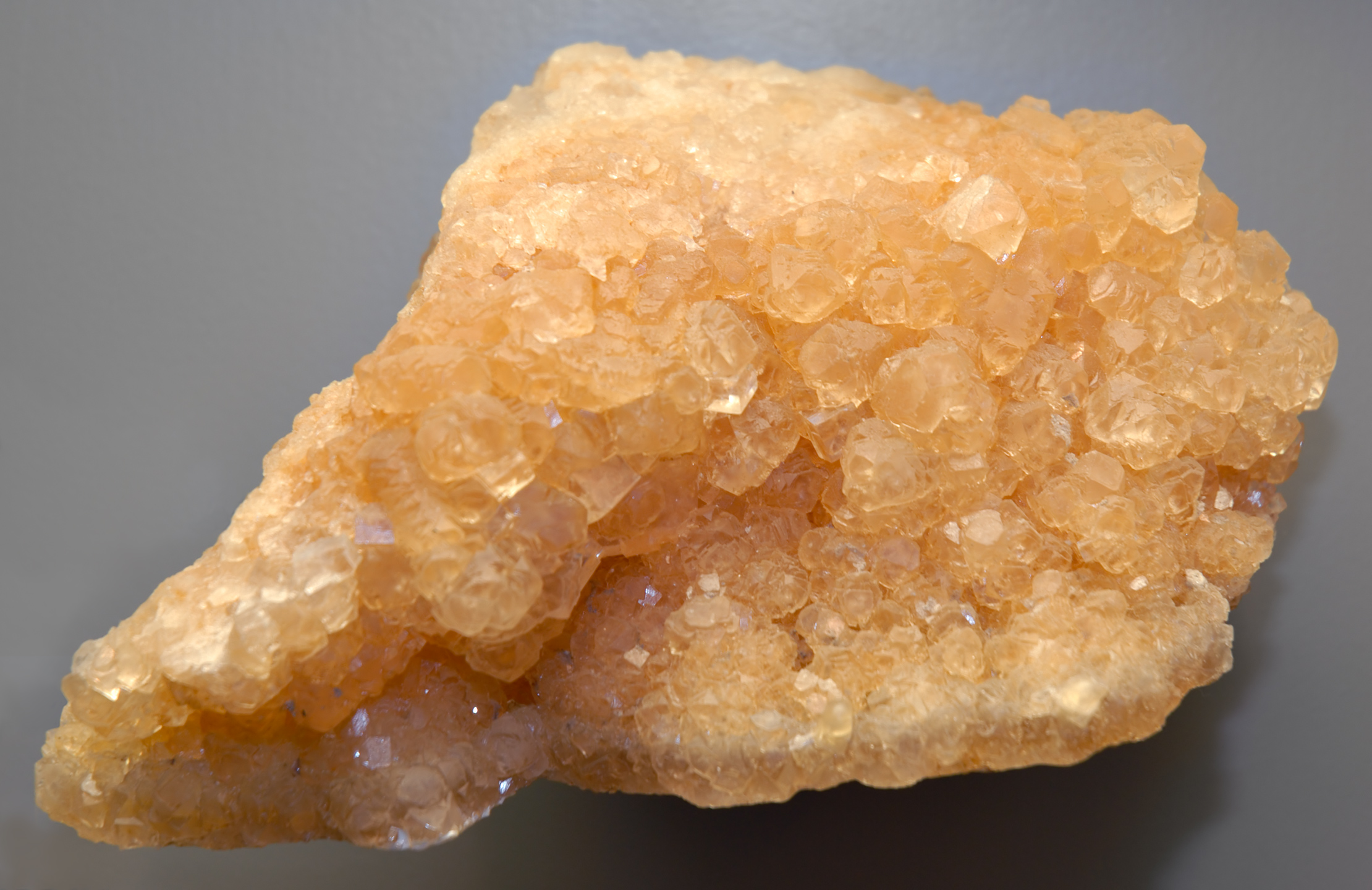
Silvita

O cloreto de potássio é extraído dos minerais silvita e carnallita. Ele também é extraído da água salgada e pode ser fabricado por cristalização de solução, flotação ou separação eletrostática de minerais adequados. É um subproduto da produção de ácido nítrico a partir de nitrato de potássio e ácido clorídrico.
O cloreto de potássio é encontrado amplamente e é raramente preparado intencionalmente no laboratório. Pode ser gerado tratando hidróxido de potássio (ou outras bases de potássio) com ácido clorídrico:
KOH  +  HCl   →   KCl  +  H2O
Esta conversão é uma reação de neutralização ácido-base. O sal resultante pode então ser purificado por recristalização. Outro método seria permitir que o potássio queimasse na presença de cloro gasoso, também uma reação muito exotérmica:
2 K + Cl2   →   2 KCl

## Usos
A maior parte do cloreto de potássio produzido é utilizada na fabricação de fertilizantes, uma vez que o crescimento de muitas plantas é determinado pela absorção de potássio. É matéria-prima na produção de hidróxido de potássio e do potássio como metal puro, além de ser utilizado em aplicações medicinais, científicas e industriais, principalmente no processamento de alimentos. É utilizado ainda como substituto livre de sódio para o sal de cozinha (cloreto de sódio), além de ser ingrediente importante das injeções letais utilizadas em penas capitais e eutanásia.
É algumas vezes usado na água como um fluido de completação em operações de petróleo e gás natural, assim como uma alternativa para o cloreto de sódio em unidades de "amaciamento" de água. KCl é útil como uma fonte de radiação beta para a calibração de equipamentos medidores de radiação, porque o potássio natural contém 0,0118% de isótopo 40K. Um quilograma de KCl contém 16350 Bq de radiação, consistindo em 89.28% de radiação beta e 10.72% gama com 1.46083 MeV. É usado também por várias marcas of água engarrafada, bem como em grandes quantidades para fins de perfuração de combustíveis fósseis.
Cloreto de potássio já foi usado como a agente extintor de incêndio, usado em extintores portáteis e com rodas. Era mais eficiente do que produtos químicos secos à base de bicarbonato de sódio e era compatível com espumas proteicas. Este agente caiu em desuso com a introdução de produtos químicos a base de bicarbonato de potássio ao final da década de 1960, que era muito menos corrosivo e mais eficiente.
Junto com cloreto de sódio e cloreto de lítio, o cloreto de potássio é usado como um fundente para a soldagem a gás de alumínio.
O cloreto de potássio também é um cristal óptico com uma ampla faixa de transmissão de 210 nm a 20 µm. Embora baratos, os cristais de KCl são higroscópicos, o que limita sua aplicação a ambientes protegidos ou usos de curto prazo, como prototipagem. Exposta ao ar livre, a ótica KCl "apodrecerá". Enquanto os componentes do KCl eram usados anteriormente para a óptica infravermelha, ele foi inteiramente substituído por cristais muito mais resistentes, como ZnSe.

### Uso médico
O potássio é um nutriente essencial para o corpo humano, sendo o principal cátion intracelular no organismo. Em casos de hipocalemia (deficiência de potássio), a reposição é feita geralmente via oral, embora também possa ser diluído e dado introvenosamente. Também pode ser utilizado como um substituto do sal, mas devido a seu sabor amargo, é geralmente misturado com outros ingredientes, como o cloreto de sódio, autolisado de levedura, nucleotídeos e temperos podem ser adicionados para maximizar o sabor e funcionalidades. A adição de 1 ppm de taumatina reduz consideravelmente este sabor amargo.
Medicalmente, é utilizado no tratamento da hipocalemia e de condições associadas, em casos de intoxicação digitálica, e como um repositor eletrolítico. Os nomes das marcas incluem K-Dur, Klor-Con, Micro-K, Slow-K e Kaon Cl. Efeitos colaterais podem incluir desconforto gastrointestinal, incluindo náusea e vômito, diarreia e sangramento do trato digestivo. A superdosagem causa hipercalemia (excesso de potássio), que pode levar a disfunção muscular, fraqueza, câimbras e paralisia, parestesia, disritmia cardíaca, parada cardíaca e óbito, porém hipercalemias fatais podem ocorrer de forma rápida e sem sintomas.

### Uso agrícola
O cloreto de potássio é muito utilizado como um adubo químico na agricultura, pois é um dos fertilizantes com maior concentração de potássio, é altamente solúvel e barato. Existem, entretanto, problemas relacionados ao seu uso, geralmente associados ao excesso de cloro presente em sua composição e seu alto índice salino (116%), que podem gerar impactos negativos no solo, nas plantas e nos microrganismos essenciais presentes no solo.